# Kleinrinderfeld
Kleinrinderfeld è un comune tedesco di 2 135 abitanti, situato nel land della Baviera.